# Chaudenay-le-Château
Chaudenay-le-Château este o comună în departamentul Côte-d'Or, Franța. În 2009 avea o populație de 44 de locuitori.

## Evoluția populației
| An        | 1975 | 1982 | 1990 | 1999 | 2006 | 2009 |
| --------- | ---- | ---- | ---- | ---- | ---- | ---- |
| Populație | 29   | 28   | 33   | 36   | 42   | 44   |